# Heckelphon

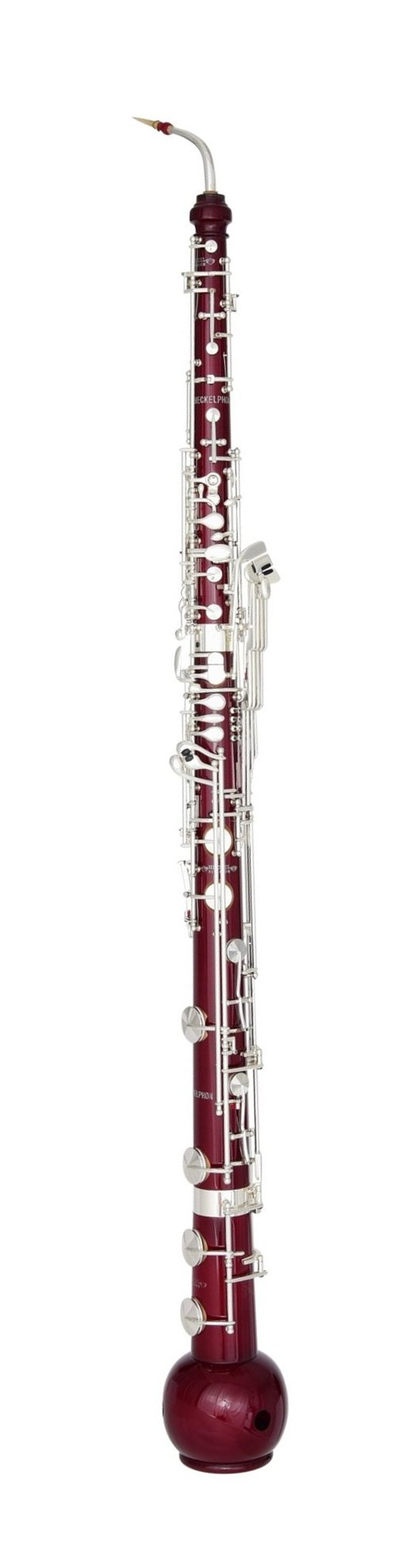
Heckelphon

Das Heckelphon ist ein Holzblasinstrument mit Doppelrohrblatt und kugelartigem Schallstück, einem so genannten Liebesfuß.
Das Instrument ist eine durch Wilhelm Heckel und seine Söhne betriebene Weiterentwicklung der Bassettoboe. Das Heckelphon klingt eine Oktave tiefer als die Oboe und wird von Oboisten als Nebeninstrument gespielt.
1904 wurde das Heckelphon erstmals von der Fagottbaufirma Wilhelm Heckel in Wiesbaden-Biebrich angefertigt, nach der es auch benannt ist. Neben dem Heckelphon in C wurden auch Instrumente in F (Pikkoloheckelphon) und Es (Terzheckelphon) gebaut, die sich allerdings nicht durchgesetzt haben.

## Nutzung
Angeblich war die Entwicklung des Instruments von Richard Wagner angeregt worden, der die Herstellung des Instrumentes allerdings nicht mehr erlebte. Auch Richard Strauss war an der Entwicklung des Heckelphons stark interessiert und verwendete es in einigen seiner Werke, so zum Beispiel in den Opern Salome und Elektra sowie in seiner Alpensinfonie. Die Baritonoboe (auch Bassoboe genannt) hat einen ähnlichen Klangcharakter, so dass beide Instrumente auch wechselseitig füreinander eingesetzt werden.
Paul Hindemith schrieb 1928 ein Trio für Heckelphon, Bratsche und Klavier op. 47. Für dieselbe Besetzung komponierte Graham Waterhouse Four Epigraphs after Escher (1995). Hans Werner Henze setzte das Instrument in Orchesterwerken ein, Wolfgang Rihm in der Passionsvertonung Deus Passus. Solokonzerte gibt es von Hans Mielenz (Concerto für Heckelphon und Orchester op. 60, komponiert 1959) und Michael Denhoff (Tableaux sombres für Heckelphon und Orchester op. 60, entstanden 1990). Des Weiteren komponierte der  Komponist Roland Vossebrecker für das Heckelphon Kammermusikwerke wie Erstes Trio für Oboe, Heckelphon und Klavier (2006), Für Heckelphon und Klavier (2009), Zweites Trio für Oboe, Heckelphon und Klavier (2009). Martin Bärenz schrieb 2013 die dreisätzige Sonatine für Heckelphon und Klavier.